# Championnat d'Italie de rugby à XV 2010-2011
Navigation
Super 10 2009-2010 Eccellenza 2011-2012
Le Championnat d'Italie de rugby à XV 2010-2011 ou Campionato Nazionale Eccellenza 2010-2011 il oppose les dix meilleures équipes italiennes de rugby à XV. Le championnat se déroule du 12 septembre 2010 au 28 mai 2011 en deux temps : une première phase dite régulière en match aller-retour où toutes les équipes se rencontrent deux fois et une phase finale en deux tours. Le premier de la phase régulière rencontre le quatrième et le deuxième rencontre le troisième en match aller-retour lors des demi-finales, puis la finale entre les deux vainqueurs de ces demi-finales.
Le championnat est remporté par le Petrarca Padoue qui bat le Rugby Rovigo en finale sur le score de 18 à 14.

## Liste des équipes en compétition
À la suite des départs en Celtic League du Benetton Trévise et de Viadana sous le nom d'Aironi Rugby, aucune équipe n'est reléguée en deuxième division et deux montent en première division : SS Lazio Rugby et Mogliano Rugby SSD. Après une fusion avec le Rugby Noceto Football Club, le Parma devient le Crociati RFC. Les dix équipes participant à la compétition sont :
| Rovigo Prato Padoue Parme Rome Mogliano Veneto L'Aquila Venise |

| Équipe             | Stade                        | Capacité | Ville           |
| ------------------ | ---------------------------- | -------- | --------------- |
| Rovigo             | Stade Mario-Battaglini       | 10 000   | Rovigo          |
| I Cavalieri Prato  | Stade Enrico-Chersoni        | 2 500    | Prato           |
| Petrarca Padoue    | Stadio Plebiscito            | 9 600    | Padoue          |
| Crociati RFC       | Stadio XXV Aprile            | 2 500    | Parme           |
| Gran Parma SKG     | Stade Sergio-Lanfranchi      | 3 600    | Parme           |
| Rugby Rome         | Stadio Tre Fontane           | 4 000    | Rome            |
| Mogliano Rugby SSD | Stade Maurizio-Quaggia       | 786      | Mogliano Veneto |
| SS Lazio           | Centre sportif Giulio-Onesti | 628      | Rome            |
| L'Aquila           | Stade Tommaso-Fattori        | 9 200    | L'Aquila        |
| Venise Mestre      | Centro Sportivo Comunale     |          | Venise          |

## Résumé des résultats

### Classement de la phase régulière
| Rang | Club             | J  | V  | N | D  | Bo | Bd | Pm  | Pe  | Diff | Pts |
| ---- | ---------------- | -- | -- | - | -- | -- | -- | --- | --- | ---- | --- |
| 1    | Rugby Rovigo     | 18 | 16 | 0 | 2  | 7  | 2  | 504 | 207 | +297 | 73  |
| 2    | Cavalieri Prato  | 18 | 14 | 0 | 4  | 8  | 3  | 467 | 311 | +156 | 67  |
| 3    | Petrarca Padoue  | 18 | 13 | 1 | 4  | 5  | 0  | 379 | 286 | +93  | 59  |
| 4    | Crociati RFC     | 18 | 10 | 2 | 6  | 3  | 1  | 352 | 346 | +6   | 48  |
| 5    | SKG Gran Parma   | 18 | 9  | 1 | 8  | 3  | 4  | 340 | 291 | +49  | 45  |
| 6    | Rugby Rome       | 18 | 7  | 2 | 9  | 2  | 6  | 272 | 252 | +20  | 40  |
| 7    | Mogliano SSD (P) | 18 | 6  | 2 | 10 | 3  | 6  | 267 | 303 | -36  | 37  |
| 8    | SS Lazio (P)     | 18 | 6  | 2 | 10 | 1  | 3  | 305 | 378 | -73  | 32  |
| 9    | L'Aquila Rugby   | 18 | 4  | 0 | 14 | 2  | 3  | 299 | 512 | -213 | 21  |
| 10   | Venise Mestre    | 18 | 0  | 0 | 18 | 0  | 4  | 225 | 524 | -299 | 0¹  |

¹Venise s'est vu retirer huit points pour mauvaise gestion financière.
|  | Qualifiés pour les demi-finales et le Challenge européen 2011-2012 (no 1, no 2, no 3, no 4). |
|  | Relégué en deuxième division pour la saison 2011-2012 (no 10).                               |
|  | P : Promus 2010                                                                              |

Attribution des points : victoire sur tapis vert : 5, victoire : 4, match nul : 2, défaite : 0, forfait : -2 ; plus les bonus (offensif : 4 essais marqués ; défensif : défaite par 7 points d'écart ou moins).
Règles de classement : ?

### Phase finale
Les quatre premiers de la phase régulière sont qualifiés pour les demi-finales qui se font en matchs aller-retour. L'équipe classée première affronte celle classée quatrième alors que la seconde affronte la troisième. Les deux premières équipes ont l'avantage de recevoir lors du match retour. La finale se déroule sur le terrain du Rugby Rovigo car il a terminé la phase régulière à la première place.
|  | Demi-finales          | Demi-finales        |                  |         | Finale                                        | Finale                                        |
|  | Demi-finales          | Demi-finales        |                  |         | Finale                                        | Finale                                        |
|  |                       |                     |                  |         |                                               |                                               |
|  | 14 et 21 mai 2011     | 14 et 21 mai 2011   |                  |         | 28 mai 2011 au Stade Mario-Battaglini, Rovigo | 28 mai 2011 au Stade Mario-Battaglini, Rovigo |
|  | 14 et 21 mai 2011     | 14 et 21 mai 2011   |                  |         | 28 mai 2011 au Stade Mario-Battaglini, Rovigo | 28 mai 2011 au Stade Mario-Battaglini, Rovigo |
|  | [1] Rugby Rovigo      | 20 \| 24            |                  |         | 28 mai 2011 au Stade Mario-Battaglini, Rovigo | 28 mai 2011 au Stade Mario-Battaglini, Rovigo |
|  | [1] Rugby Rovigo      | 20 \| 24            |                  |         | 28 mai 2011 au Stade Mario-Battaglini, Rovigo | 28 mai 2011 au Stade Mario-Battaglini, Rovigo |
|  | [4] Crociati RFC      | 13 \| 9             |                  |         | 28 mai 2011 au Stade Mario-Battaglini, Rovigo | 28 mai 2011 au Stade Mario-Battaglini, Rovigo |
|  | [4] Crociati RFC      | 13 \| 9             | [1] Rugby Rovigo | 14      |                                               |                                               |
|  | 15 et 22 mai 2011     |                     | [1] Rugby Rovigo | 14      |                                               |                                               |
|  |                       | [3] Petrarca Padoue | 18               |         |                                               |                                               |
|  | [2] I Cavalieri Prato | [3] Petrarca Padoue | 18               | 18 \| 5 |                                               |                                               |
|  | [2] I Cavalieri Prato |                     |                  | 18 \| 5 |                                               |                                               |
|  | [3] Petrarca Padoue   | 31 \| 6             |                  |         |                                               |                                               |
|  | [3] Petrarca Padoue   | 31 \| 6             |                  |         |                                               |                                               |

## Résultats détaillés

### Phase régulière

#### Tableau synthétique des résultats
L'équipe qui reçoit est indiquée dans la colonne de gauche.
| Clubs              | AQU   | CRO   | ICA   | LAZ   | MOG   | PAD   | PAR   | ROM   | ROV   | VEN   |
| ------------------ | ----- | ----- | ----- | ----- | ----- | ----- | ----- | ----- | ----- | ----- |
| L'Aquila Rugby     |       | 13-27 | 20-22 | 31-24 | 21-26 | 16-32 | 23-33 | 10-6  | 23-34 | 28-15 |
| Crociati RFC       | 41-16 |       | 25-18 | 28-12 | 16-13 | 23-33 | 16-14 | 13-13 | 3-38  | 14-8  |
| I Cavalieri Prato  | 32-17 | 32-19 |       | 22-9  | 47-10 | 18-25 | 35-22 | 23-17 | 6-13  | 40-12 |
| SS Lazio           | 16-10 | 21-21 | 16-21 |       | 12-12 | 13-25 | 32-22 | 13-6  | 10-23 | 28-22 |
| Mogliano Rugby SSD | 30-16 | 6-10  | 24-42 | 11-12 |       | 6-11  | 13-13 | 10-6  | 10-16 | 39-8  |
| Petrarca Padoue    | 38-6  | 21-8  | 13-25 | 24-18 | 14-12 |       | 14-6  | 10-10 | 22-34 | 37-10 |
| Gran Parma         | 53-13 | 9-13  | 14-20 | 28-20 | 21-9  | 10-17 |       | 15-10 | 18-13 | 22-5  |
| Rugby Rome         | 19-6  | 20-19 | 25-34 | 25-3  | 3-16  | 21-9  | 9-10  |       | 22-15 | 31-12 |
| Rugby Rovigo       | 36-0  | 39-15 | 20-10 | 35-22 | 27-6  | 31-3  | 22-9  | 24-8  |       | 30-7  |
| Venise Mestre      | 28-30 | 20-41 | 10-20 | 12-24 | 9-13  | 18-31 | 7-21  | 10-21 | 13-54 |       |

|  | Victoire à domicile |  | Match nul |  | Défaite à domicile |

#### Détail des résultats
Les points marqués par chaque équipe sont inscrits dans les colonnes centrales (3-4) alors que les essais marqués sont donnés dans les colonnes latérales (1-6). Les points de bonus sont symbolisés par une bordure bleue pour les bonus offensifs (trois essais de plus que l'adversaire), orange pour les bonus défensifs (défaite avec au plus sept points d'écart), rouge si les deux bonus sont cumulés. 

## Vainqueur
| Entraîneur | Entraîneur             | Pasquale Presutti                                                 |
| Avants     | Pilier                 |                                                                   |
| Avants     | Talonneur              | Favaretto, Innocenti, Marcato                                     |
| Avants     | Deuxième ligne         | A. Billot, Faggiotto, Naka                                        |
| Avants     | Troisième ligne aile   | Borgato, Fletcher, Kingi, Sodini                                  |
| Avants     | Troisième ligne centre | Ansell, Gatto                                                     |
| Arrières   | Demi de mêlée          | M. Neethling, Targa                                               |
| Arrières   | Demi d'ouverture       | Alb. Chillon, Gega                                                |
| Arrières   | Centre                 | Bezzati, Cavalieri, Chistolini, Galatro, Ludovic Mercier, Sanchez |
| Arrières   | Ailier                 | Caporello, Travagli                                               |
| Arrières   | Arrière                | Acuna, Mar. Barbini                                               |